# Oligosarcus schindleri
Oligosarcus schindleri és una espècie de peix de la família dels caràcids i de l'ordre dels caraciformes.

## Morfologia
- Els mascles poden assolir 8,2 cm de llargària total i les femelles 7,3.[4]

## Hàbitat
Viu en zones d'alta altitud.

## Distribució geogràfica
Es troba a Sud-amèrica: conca del riu Chapare i llacunes a prop de Cochabamba (Bolívia).